# 13 (album Waldemara Kasty)
13 – pierwszy solowy album polskiego rapera Waldemara Kasty. Ukazał się 13 listopada 2009 nakładem wytwórni Szpadyzor Records w dystrybucji Fonografiki. Za warstwę muzyczną w całości odpowiada polski producent Matheo. Płyta zadebiutowała na 50. miejscu listy OLiS w Polsce.

## Lista utworów
1. „13”
2. „Atom”
3. „Wizja”
4. „TMWP”
5. „Paradoks”
6. „Musisz” (gościnnie DonGURALesko, Verte)
7. „Ktoś”
8. „Popularność”
9. „Wall-E”
10. „Nowa Era”
11. „Cywilizacja”
12. „Gra”
13. „Polityka”